# ガルドロワイヤル
ガルドロワイヤル (Garde Royale) はアイルランドで生産された競走馬および種牡馬である。

## 経歴

### 競走馬時代
デビューは遅く、3歳時の1983年8月に競走馬デビュー戦を迎えたが、サガスに敗れての2着だった。次走はフレディ・ヘッドが騎乗してレースを制して初勝利を挙げた。そして重賞競走初挑戦となったコンセイユドパリ賞 (G2) では再びサガスに敗れて4着となり、その後は休養に入った。
4歳時の1984年は、休養を終えた3月のアルクール賞 (G2) で実戦復帰したが3着、続くエドゥヴィユ賞（準重賞）も3着、エヴリ大賞 (G2) で2着となるなど安定した走りをみせて、迎えたラクープ (G3) を制して重賞競走初勝利を挙げた。次のジャンドショードネイ賞 (G2) も制して重賞競走2勝目を挙げて、G1競走初挑戦となるサンクルー大賞に出走したが8着という結果に終わり休養に入った。休養を終えて秋の初戦となったフォワ賞 (G3) では、3度目の対戦となったサガスに敗れての3着、続く凱旋門賞でもサガスに4度目の敗戦を喫して13着という結果に終わり、このレースを最後に競走馬を引退した。

### 種牡馬時代
1985年よりフランスで種牡馬入りし、翌1986年に初年度産駒が誕生した。
産駒は牝馬の活躍馬が多く、後継種牡馬を残せていない。

## 主な産駒
- Carling / カーリング（1992年生、1995年ヴェルメイユ賞、ディアヌ賞）
- Gazelle Royale / ガゼルロワイヤル（1994年生、ヴェルメイユ賞2着、イギリスオークス2着）

母の父としてのおもな産駒は以下のとおり。
- ローエングリン（母カーリング）
- Vision d'Etat / ヴィジョンデタ（母Uberaba）

## 血統表
| ガルドロワイヤルの血統ミルリーフ系 / Prince Rose 4×4=12.50%、Hyperion 5×5=6.25%、Blenheim II 5×5=6.25% | ガルドロワイヤルの血統ミルリーフ系 / Prince Rose 4×4=12.50%、Hyperion 5×5=6.25%、Blenheim II 5×5=6.25% | ガルドロワイヤルの血統ミルリーフ系 / Prince Rose 4×4=12.50%、Hyperion 5×5=6.25%、Blenheim II 5×5=6.25% | （血統表の出典） | （血統表の出典） |
| 父 Mill Reef 1968 鹿毛                                                                                 | 父の父Never Bend 1960 鹿毛                                                                             | Nasrullah                                                                                              | Nearco           | Nearco           |
| 父 Mill Reef 1968 鹿毛                                                                                 | 父の父Never Bend 1960 鹿毛                                                                             | Nasrullah                                                                                              | Mumtaz Begum     |                  |
| 父 Mill Reef 1968 鹿毛                                                                                 | 父の父Never Bend 1960 鹿毛                                                                             | Lalun                                                                                                  | Djeddah          | Djeddah          |
| 父 Mill Reef 1968 鹿毛                                                                                 | 父の父Never Bend 1960 鹿毛                                                                             | Lalun                                                                                                  | Be Faithful      |                  |
| 父 Mill Reef 1968 鹿毛                                                                                 | 父の母Milan Mill 1962 鹿毛                                                                             | Princequillo                                                                                           | Prince Rose      | Prince Rose      |
| 父 Mill Reef 1968 鹿毛                                                                                 | 父の母Milan Mill 1962 鹿毛                                                                             | Princequillo                                                                                           | Cosquilla        |                  |
| 父 Mill Reef 1968 鹿毛                                                                                 | 父の母Milan Mill 1962 鹿毛                                                                             | Virginia Water                                                                                         | Count Fleet      | Count Fleet      |
| 父 Mill Reef 1968 鹿毛                                                                                 | 父の母Milan Mill 1962 鹿毛                                                                             | Virginia Water                                                                                         | Red Ray          |                  |
| 母 Royal Way 1969 芦毛                                                                                 | 母の父Sicambre 1948 黒鹿毛                                                                             | Prince Bio                                                                                             | Prince Rose      | Prince Rose      |
| 母 Royal Way 1969 芦毛                                                                                 | 母の父Sicambre 1948 黒鹿毛                                                                             | Prince Bio                                                                                             | Biologie         |                  |
| 母 Royal Way 1969 芦毛                                                                                 | 母の父Sicambre 1948 黒鹿毛                                                                             | Sif | Rialto           | Rialto           |
| 母 Royal Way 1969 芦毛                                                                                 | 母の父Sicambre 1948 黒鹿毛                                                                             | Sif | Suavita          |                  |
| 母 Royal Way 1969 芦毛                                                                                 | 母の母Right Away 1963                                                                                  | Right Royal                                                                                            | Owen Tudor       | Owen Tudor       |
| 母 Royal Way 1969 芦毛                                                                                 | 母の母Right Away 1963                                                                                  | Right Royal                                                                                            | Bastia           |                  |
| 母 Royal Way 1969 芦毛                                                                                 | 母の母Right Away 1963                                                                                  | Polamia                                                                                                | Mahmoud          | Mahmoud          |
| 母 Royal Way 1969 芦毛                                                                                 | 母の母Right Away 1963                                                                                  | Polamia                                                                                                | Ampola F-No.16-c |                  |